# Aeropuerto Internacional Joshua Mqabuko Nkomo
El Aeropuerto Internacional Joshua Mqabuko Nkomo es un aeropuerto en Bulawayo, Zimbabue (IATA: BUQ, OACI: FVBU). Hay dos aerolíneas operando en el Aeropuerto de Bulawayo: Air Zimbabwe y South African Airways

## Aerolíneas y destinos

### Destinos nacionales
| Aerolíneas       | Destinos               |
| ---------------- | ---------------------- |
| Air Zimbabwe     | Harare, Victoria Falls |
| Fastjet Zimbabwe | Harare                 |

### Destinos internacionales
| Ciudades por países | Nombre del aeropuerto                       | Aerolíneas                            | Aeronaves | Frecuencias semanales |        |
| África              | África                                      | África                                | África    | África                | África |
| ------------------- | ------------------------------------------- | ------------------------------------- | --------- | --------------------- | ------ |
| Etiopía             |                                             |                                       |           |                       |        |
| Adís Abeba          | Aeropuerto Internacional Bole               | Ethiopian                             |           |                       |        |
| Sudáfrica           |                                             |                                       |           |                       |        |
| Ciudad del Cabo     | Aeropuerto Internacional de Ciudad del Cabo | Airlink                               |           |                       |        |
| Johannesburgo       | Aeropuerto Internacional de Johannesburgo   | Air Zimbabwe Airlink Fastjet Zimbabwe | E         |                       |        |